# Alfred Aston
Alfred Aston (Chantilly, 1912. május 16. – Cannes, 2003. február 10.) francia válogatott labdarúgó, edző.
A francia válogatott tagjaként részt vett az 1934-es és az 1938-as világbajnokságon.

## Sikerei, díjai
- Red Star FC
  - Francia kupa: 1942